# Clinton (Washington)
Clinton az Amerikai Egyesült Államok északnyugati részén, Washington állam Island megyéjében elhelyezkedő statisztikai település. A 2010. évi népszámlálási adatok alapján 928 lakosa van.
A település a Clinton–Mukilteo komp nyugati végállomása.

## Népesség
A település népességének változása:
| Lakosok száma | 868  | 928  | 956  |
|               | 2000 | 2010 | 2020 |